# Península de Carrarang
La península Carrarang es una vasta península australiana que cierra el suroeste de la bahía Shark, un golfo del Océano Índico ubicado en la costa oeste de la Australia-Occidental. Llamada Carrarang Peninsula en inglés, está también ella erizada de penínsulas más pequeñas unidas a su litoral oriental. Entre ellas, se puede citar la península de Bellefin Prong, en la que se encuentra su punto más septentrional, el cabo Bellefin.
- Datos: Q3411787